# روهرباخ (راین-هونسروک)
روهرباخ (به آلمانی: Rohrbach) یک شهر در آلمان است که در راین-هونسروک واقع شده‌است. روهرباخ ۱۹۰ نفر جمعیت دارد.